# Stazione di Carate-Calò
La stazione di Carate-Calò è una fermata ferroviaria della linea Monza-Molteno-Lecco. Lo scalo è situato in Via della Stazione, a circa 25 minuti a piedi sia dal centro di Carate Brianza che da quello di Calò, frazione di Besana Brianza.
La gestione degli impianti è affidata a Rete Ferroviaria Italiana.
La fermata si trova in una zona verde presso le sponde del fiume Lambro; tuttavia la posizione periferica dello scalo si ripercuote sul numero delle utenze giornaliere.

## Storia
La stazione venne aperta il 15 ottobre 1911 in occasione dell'apertura della linea.

Venne declassata a fermata nel 1986.

## Struttura ed impianti
Il fabbricato viaggiatori si compone di due livelli ma soltanto il piano terra è aperto al pubblico. L'edificio è in muratura ed è tinteggiato di marrone. 
Sul lato maggiore della struttura sono presenti tre aperture a centina decorate da un cornicione in pietra bianca così da risaltare sullo sfondo marrone. Altro elemento decorativo presente è la cornice marcapiano anch'essa in pietra bianca.
La fermata dispone di un giardino ben curato che include alberi decorativi e aiole.
Il piazzale è composto da un solo binario passante privo di segnali di protezione.
Il binario è servito da una banchina.

## Movimento
La fermata è servita dai treni della linea S7 (Milano-Monza-Molteno-Lecco), con frequenza semioraria nelle ore di punta (in direzione Milano la mattina e verso Lecco la sera) ed oraria nel resto della giornata, oltre ad una coppia di treni limitata a Besana nel primo pomeriggio.